# Igney (Vosges)
Igney és un municipi francès, situat al departament dels Vosges i a la regió del Gran Est. L'any 2007 tenia 1.112 habitants.

## Demografia

### Població
El 2007 la població de fet d'Igney era de 1.112 persones. Hi havia 433 famílies, de les quals 113 eren unipersonals (47 homes vivint sols i 66 dones vivint soles), 113 parelles sense fills, 172 parelles amb fills i 35 famílies monoparentals amb fills.
La població ha evolucionat segons el següent gràfic:
Habitants censats

### Habitatges
El 2007 hi havia 483 habitatges, 447 eren l'habitatge principal de la família, 7 eren segones residències i 28 estaven desocupats. 394 eren cases i 86 eren apartaments. Dels 447 habitatges principals, 338 estaven ocupats pels seus propietaris, 95 estaven llogats i ocupats pels llogaters i 15 estaven cedits a títol gratuït; 1 tenia una cambra, 21 en tenien dues, 58 en tenien tres, 102 en tenien quatre i 265 en tenien cinc o més. 329 habitatges disposaven pel capbaix d'una plaça de pàrquing. A 209 habitatges hi havia un automòbil i a 179 n'hi havia dos o més.

### Piràmide de població
La piràmide de població per edats i sexe el 2009 era:
| Homes | Edats   | Dones |
| ----- | ------- | ----- |
| 0     | 95 o +  | 0     |
| 0     | 90 a 94 | 0     |
| 4     | 85 a 89 | 4     |
| 4     | 80 a 84 | 8     |
| 16    | 75 a 79 | 20    |
| 20    | 70 a 74 | 32    |
| 20    | 65 a 69 | 36    |
| 28    | 60 a 64 | 32    |
| 28    | 55 a 59 | 24    |
| 48    | 50 a 54 | 36    |
| 25    | 45 a 49 | 32    |
| 36    | 40 a 44 | 45    |
| 72    | 35 a 39 | 44    |
| 24    | 30 a 34 | 32    |
| 28    | 25 a 29 | 24    |
| 16    | 20 a 24 | 41    |
| 24    | 15 a 19 | 16    |
| 40    | 10 a 14 | 60    |
| 36    | 5 a 9   | 44    |
| 24    | 0 a 4   | 36    |

## Economia
El 2007 la població en edat de treballar era de 720 persones, 514 eren actives i 206 eren inactives. De les 514 persones actives 446 estaven ocupades (243 homes i 203 dones) i 68 estaven aturades (33 homes i 35 dones). De les 206 persones inactives 66 estaven jubilades, 81 estaven estudiant i 59 estaven classificades com a «altres inactius».

### Ingressos
El 2009 a Igney hi havia 462 unitats fiscals que integraven 1.146 persones, la mediana anual d'ingressos fiscals per persona era de 17.122 €.

### Activitats econòmiques
Dels 41 establiments que hi havia el 2007, 2 eren d'empreses extractives, 2 d'empreses alimentàries, 5 d'empreses de fabricació d'altres productes industrials, 6 d'empreses de construcció, 12 d'empreses de comerç i reparació d'automòbils, 5 d'empreses de transport, 3 d'empreses d'hostatgeria i restauració, 3 d'empreses financeres, 1 d'una empresa immobiliària, 1 d'una empresa de serveis i 1 d'una empresa classificada com a «altres activitats de serveis».
Dels 11 establiments de servei als particulars que hi havia el 2009, 1 era una oficina de correu, 2 tallers de reparació d'automòbils i de material agrícola, 1 paleta, 1 fusteria, 3 lampisteries, 1 electricista, 1 perruqueria i 1 restaurant.
Dels 3 establiments comercials que hi havia el 2009, 1 era una botiga de més de 120 m², 1 una botiga de menys de 120 m² i 1 una fleca.
L'any 2000 a Igney hi havia 5 explotacions agrícoles.

## Equipaments sanitaris i escolars
El 2009 hi havia una escola elemental.

## Poblacions més properes
El següent diagrama mostra les poblacions més properes.